# しましまとらのしまじろう
『しましまとらのしまじろう』は、テレビせとうち（TSC）製作・テレビ東京系列で放送された『こどもちゃれんじ』シリーズ原作のテレビアニメ。

## 概要
1993年12月13日から2008年3月31日までの約15年間放送され、テレビ東京系列のアニメ番組としては最長の放送期間を持つ。岡山県・香川県の民放テレビ局としては唯一の全国ネット番組にして、東名阪地区以外の民放テレビ局製作アニメとしては唯一の30分レギュラー枠作品でもあった。
TSCと同じ岡山市に本社を構えるベネッセコーポレーション（旧：福武書店）が番組スポンサーを務め（但しTXN系列局では他スポンサーもついている）、同社の乳幼児向け通信教育講座「こどもちゃれんじ」（当初は進研ゼミ「幼児・おやこ講座」）を原作としている。主にファミリー･一般層を対象にしている。
1回2本立てであり、1994年12月19日放送の第52話までは2本とも新作エピソードだったが、翌年1月9日放送の第53話からは新作エピソード1本と過去のエピソードの再放送1本の構成となった。1話あたりの尺は10分。
当初はセル画で製作されていたが、1998年4月20日放送の第219話からデジタル彩色に切り替えられた。
しまじろうが「やあ、みんな！…次の『しましまとらのしまじろう』は、「（Aパートのサブタイトル）」ほか1本！見ってね～!」という予告があった。
放送終了後に後継番組として、従来のアニメパートの他に着ぐるみのしまじろうが様々な体験をする実写パートを加えた『はっけん たいけん だいすき! しまじろう』が2008年4月7日に開始された。これは登場人物の一部が異なるため本作とは別物語と言える。その後同番組は2010年4月5日から『しまじろう ヘソカ』に、2012年4月2日から『しまじろうのわお!』に改題された。
2009年末からはBS11で英語教育向けの『しましまとらのしまじろう日本語版・英語吹替版』が放送されており、日本語版の放送後に英語吹替版が続けて放送されていた。またアニメは「わお!」から普通の2Dアニメからフル3DCG化された。
2024年現在、DVD版・Blu-ray版はリリースされていない。最初期の24回・48話分はVHSが発売されていたものの、発売元の倒産により間もなくリリースが打ち切られた。また、2002年度 - 2006年度の作品（30分作品3話を除く）はネット配信されている。それ以外の回を合法的な手段で視聴することは困難である。

## ストーリー概要
世界観やキャラクター設定は原作の『こどもちゃれんじ』とほぼ同じだが、ストーリーは完全にアニメオリジナルである。『ちゃれんじ島』（※最初期ではしましま島）での生活をオムニバス形式で描く。
季節を楽しんだり夢の世界を冒険するといったファンタスティックなストーリーの中で家族や友人そしてゲストとのトラブル等をきっかけとして社会のルールやマナーなどを学び、そして考えながら絆などを深めていく。仲間や家族、ゲストキャラクターなどカタルシス通じて理解を助ける話もある。
本作品の登場人物は、ゲストキャラも含めてほとんどが動物を擬人化したものであるが、たまに妖精や魔女も登場する。
アニメの特徴として道具や書棚､ポスター等は記号で書かれていて、ディスレクシアでも内容が理解できるようになっている。この特徴ははっけん以降にも引き継がれている。

## 登場キャラクター
- 縞野しまじろう
- 緑原みみりん
- 空野とりっぴい
- 牧場らむりん
- ドット、からくさ、ペイズリー
- トミー
- メエメエ博士
- 縞野はな、縞野しまたろう、縞野さくら
- 緑原草太、緑原れんげ
- 牧場まっせい、牧場ゆめこ
- 空野とりごろう、空野かなえ、空野みちよ、空野とと/空野りり/空野ぴぴ
- もぐちゃん
- もぐたろう
- もぐのすけ

## 世界像
- ちゃれんじ島では、さまざまな動物が生活している。ただし、「こどもちゃれんじ」の教材やアニメに登場する家族を見る限り、異種族間の婚姻は存在しないらしい。
- リスなど、冬眠する人（動物）も存在する（第508話Aパート、第563話Bパート「ねむくないよ!」）。
- 地中にはモグラの住む世界があり、独自の文化を築いている（第146話Aパート、第98話Bパート「海を見ていた」ほか）。
- 鳥は人語を話すものと話さないものがある。オウムのほか、鳩も人語を話す（第487話Aパート「おじいさんと白いハト」）。
- 動物を飼育する話もあるが主に擬人化されているのが哺乳類や鳥類であるため、それらの動物が飼育されることはない。一方でニワトリが飼われている（第50話Bパート「金の卵」）。
- 昆虫のさなぎが目覚まし時計をうるさがり、人語を話す（第533話Aパート「まだだよう」）。
- かたつむりが話しかけてくるとしまじろうたちは「かたつむりが口を聞いた」と驚く。
- コウモリが話すと、とりっぴいは「う、うわー!しゃべった!コウモリ君って、鳥じゃないの?」と動揺する（第640話Aパート「コウモリくんのお家」）。
- ちゃれんじ島には、地下鉄が存在する（メエメエ博士が「地下鉄に乗り遅れる」と言っていた）。

## スタッフ
- 企画 - こどもちゃれんじ編集部、大西加紋（ビックウエスト）、草野啓二（スタジオ旗艦）
- キャラクター原案 - 国本雅之、宮下（みやした）はんな、鈴木博子
- アニメーションキャラクターデザイン - つじしげひと
- ゲストキャラクターデザイン - 河井ノア
- オープニング、エンディング、アイキャッチアニメーション- 村田耕一
- 美術 - 中山益男
- 音楽 - 内藤慎也
- プロデューサー - 岡崎千代→梅津由起子→原雄司→葛原博文→増田太貴子→中尾昌史（テレビせとうち）、大西由芽→守屋由芽（ビックウエスト）、鈴木正則→栃平吉和→野崎慎太郎（スタジオ旗艦）
- シリーズ構成・総監督・タイトルバック作画 - 鳥海永行
- 撮影監督 - 森口洋輔
- 編集 - 森田編集室（坂本雅紀）
- ビデオ編集 - 東京現像所
- ロゴ・デザイン - 草川啓造
- タイトル - マキ・プロ、小谷野博
- 音響監督 - 春日一伸
- 調整 - 山本洋平
- 効果 - くりぷろ→依田安文→小山健二→スワラプロダクション
- 録音 -スタジオザウルス
- 音響制作 -ムービーテレビジョン（渡部勢子）
- 制作・文芸協力 - こどもちゃれんじ編集部（水野次郎）
- プロダクション・マネージャー - 清水修→鈴木正則→平井伸一
- 制作担当 - 野口和紀
- 制作進行 - 浦崎宣光
- 制作 - スタジオ旗艦
- 制作協力 - スタジオディーン→アゼータ・ピクチャーズ、こどもちゃれんじ
- 製作 - テレビせとうち、福武書店[注 3]→ベネッセコーポレーション、ビックウエスト

## アニメ主題歌
日付はテレビせとうち・同時ネット局のもの
- OP：しまとらンドアイランド[注 4]（唄：しましまKids 作詞：恵美里／作曲・編曲：ジョン・マイケル）パイロット版、第1 - 226話（1993年12月13日 - 1998年6月8日）（旧バージョン1993年12月13日 - 1994年10月24日（10月24日 - 12月19日はOPを一部変更）。新バージョン1995年1月9日 - 1998年6月8日）
- OP：スキップステップアイランド（唄：しまじろう 作詞：横山武／作曲・編曲：樫原伸彦）第227 - 726話（旧バージョン1998年6月15日 - 2003年12月22日（6月15日 - 6月29日は暫定版、7月2日以降は完成版）。新バージョン2004年1月5日 - 2008年3月31日）
- ED：ずっともっと大好き（唄：しましまKids 作詞：恵美里／作曲・編曲：ジョン・マイケル）パイロット版、第1 - 176話（1993年12月13日 - 1997年6月16日）
- ED：ハッピー・ジャムジャム（唄：M.S.J 作詞・振付：横山武／作曲・編曲：樫原伸彦）第177 - 597話、第625 - 637話、第651 - 663話、第676 - 688話、第701 - 713話（1997年6月23日 - 2005年10月3日、2006年4月3日 - 2006年6月26日、2006年10月2日 - 2006年12月25日、2007年4月2日 - 2007年6月25日、2007年10月1日 - 2007年12月24日）
- ED：にゃんだこりゃ（唄：しまじろう&ドット 作詞：前島茂男／作曲：滝本裕／編曲：滝本裕、井上日徳）第598 - 624話、第638 - 650話、第664 - 675話、第689 - 700話、第714 - 726話（2005年10月10日 - 2006年3月27日、2006年7月3日 - 2006年9月25日、2007年1月8日 - 2007年3月26日、2007年7月2日 - 2007年9月24日、2008年1月7日 - 2008年3月31日）
- 第625話（2006年4月3日）から第726話（2008年3月31日）までのEDは1 - 3月、7 - 9月は「にゃんだこりゃ」、4 - 6月、10 - 12月は「ハッピー・ジャムジャム」と三ヶ月毎に交互に差し替わるローテーション方式に変更となった。

「ハッピー・ジャムジャム」の8cmCDシングルには市販用（規格品番：TODT-9551）と、『こどもちゃれんじ』に関連して配布された非売品（規格品番：PCDSZ-1118）の2種が存在する。
「スキップステップアイランド」はアニメで使用開始されてから2年以上たった2000年7月19日に初めてCD発売され、幼児向けCDでは異例の初回出荷2万枚を記録した。また、PS2用ソフト『太鼓の達人 わいわいハッピー!六代目』に収録されている。
エンディングテーマの映像は最初の「ずっともっと大好き」のみ全アニメーションだが、「ハッピー・ジャムジャム」以降は実写(着ぐるみ)も混ぜたダンス映像になり後続番組にもそのスタイルは引き継がれた。
なお、「ハッピー・ジャムジャム」は後続番組『はっけん たいけん だいすき!しまじろう』でもエンディングで流れているが歌手（しまじろう、とりっぴい、みみりん、らむりん）やアレンジが異なる。『しまじろうヘソカ』では2010年6月から「HESOKAバージョン」として流れている。なおこちらも歌手（鵜久森智美）やアレンジは異なり、エンディングではなくダンスコーナーの方で流れている。しかし2010年8月16日放送分から再びエンディングが流れるようになり、2011年1月10日放送分まで使用された。
「スキップステップアイランド」では1998年6月15日 - 2003年12月22日まで、タイトルロゴも動きしまじろうの従兄弟のトミーが登場していたが、2004年1月5日に映像が一新されたため登場しなくなったほか、タイトルロゴも静止画になり「しましまとらの」部分の字体が変わり「しましま」と「とらの」間のしまじろうの顔もなくなった。
「ハッピー・ジャムジャム」の映像も当初はしまじろうと子供2人が踊る映像だったが、2003年頃からしまじろう、みみりん、とりっぴい、らむりんが踊る映像に変更した。
「にゃんだこりゃ」の映像はしまじろう、みみりん、とりっぴい、らむりんとともに、ドット、からくさ、ペイズリーが音楽に合わせて踊る映像である。

## テレビ以外での作品

### 映画作品
いずれも2002年にレンタル化。
- しまじろうの大冒険 昆虫の国のおともだち
- しまじろうと海賊船
- しまじろうとふしぎがもりのひみつ

『しまじろうのわお!』以降の映画作品については、しまじろうのわお!#映画を参照。

#### ライブ映画
- クリスマスコンサート2010 しまじろう サンタのくにのオルゴール

2010年12月4日より1週間限定公開。2010年11月11日より上演されている『2010こともちゃれんじクリスマスコンサート』のミュージカルを劇場公開。

### プラネタリウム上映作品
- しまじろうの星空大冒険〜ドーナツ星をさがせ〜
- しまじろうとみみりんのながれ星ものがたり
- しまじろうの あまのがわ だいさくせん
- しまじろうの ほしのひみつ ゆきのひみつ
- しまじろうの ほしぞらだいすごろく
- しまじろうの つきのかげをさがして

### 交通安全教材作品
- しましまとらのしまじろうの交通安全

「しましまとらのしまじろうの交通安全」
- 上映時間：15分35秒
- 推薦：（財）全日本交通安全協会
- 声の出演：南央美、高橋美紀、鈴木砂織、山崎たくみ、茶風林、井上喜久子、島田敏、飛田展男、安達忍
- 原作：福武書店「こどもちゃれんじ」
- 原作協力：ビックウエスト
- 企画：浅川春樹
- 監督：井上　修
- 脚本：山本　優
- 作画監督：進藤満尾（進藤プロダクション）
- 原画：古川達也
- 美術：村上律子
- 撮影：虫プロ撮影部
- 音楽：TOMAS UNIT
- 音響：ムービーテレビジョンスタジオ
- 制作進行：田中信明
- 制作協力：スタジオ旗艦

- 主題歌

「しまじろうの消防隊の歌」
作詞：福武書店、作曲：TOMAS UNIT、 歌：しましまKids

### 防災教材作品
- しましまとらのしまじろうの消防隊

「しましまとらのしまじろうの消防隊」
- 上映時間：10分50秒
- 指導：東京消防庁
- 声の出演：南央美、高橋美紀、鈴木砂織、山崎たくみ、島田敏、飛田展男、安達忍、井上喜久子
- 原作：福武書店「こどもちゃれんじ」
- 原作協力：ビックウエスト
- 企画：浅川春樹
- 監督：大関雅幸
- 脚本：山本　優
- 作画監督：進藤満尾（進藤プロダクション）
- 原画：西山　務
- 美術：アテネアートスタジオ
- 撮影：虫プロ撮影部
- 音楽：TOMAS UNIT
- 音響：ムービーテレビジョンスタジオ
- 制作進行：田村　格
- 制作協力：スタジオ旗艦

## 放送局
途中打ち切りになった局も含む。放送時間はおもに最終回時点でのものとする。
| 放送地域      | 放送局             | 放送期間                                                                                   | 放送時間                                                            | 放送系列       | 備考     |
| ------------- | ------------------ | ------------------------------------------------------------------------------------------ | ------------------------------------------------------------------- | -------------- | -------- |
| 岡山県 香川県 | テレビせとうち     | 1993年12月13日 - 1994年12月19日 1995年1月9日 - 1996年9月30日 1996年10月7日 - 2008年3月31日 | 月曜 18:00 - 18:30 月曜 7:35 - 8:05 月曜 7:30 - 8:00                | テレビ東京系列 | 製作局   |
| 北海道        | テレビ北海道       | 1993年12月13日 - 1994年12月19日 1995年1月9日 - 1996年9月30日 1996年10月7日 - 2008年3月31日 | 月曜 18:00 - 18:30 月曜 7:35 - 8:05 月曜 7:30 - 8:00                | テレビ東京系列 |          |
| 関東広域圏    | テレビ東京         | 1993年12月13日 - 1994年12月19日 1995年1月9日 - 1996年9月30日 1996年10月7日 - 2008年3月31日 | 月曜 18:00 - 18:30 月曜 7:35 - 8:05 月曜 7:30 - 8:00                | テレビ東京系列 |          |
| 愛知県        | テレビ愛知         | 1993年12月13日 - 1994年12月19日 1995年1月9日 - 1996年9月30日 1996年10月7日 - 2008年3月31日 | 月曜 18:00 - 18:30 月曜 7:35 - 8:05 月曜 7:30 - 8:00                | テレビ東京系列 | [ 注 5 ] |
| 大阪府        | テレビ大阪         | 1993年12月13日 - 1994年12月19日 1995年1月9日 - 1996年9月30日 1996年10月7日 - 2008年3月31日 | 月曜 18:00 - 18:30 月曜 7:35 - 8:05 月曜 7:30 - 8:00                | テレビ東京系列 | [ 注 6 ] |
| 福岡県        | TVQ九州放送        | 1993年12月13日 - 1994年12月19日 1995年1月9日 - 1996年9月30日 1996年10月7日 - 2008年3月31日 | 月曜 18:00 - 18:30 月曜 7:35 - 8:05 月曜 7:30 - 8:00                | テレビ東京系列 | [ 注 7 ] |
| 石川県        | テレビ金沢         | 1994年2月18日 - 2008年3月31日                                                              | 金曜 17:30 - 18:00（初回放送時点） 月曜 16:23 - 16:52（最終回時点） | 日本テレビ系列 |          |
| 鳥取県 島根県 | 日本海テレビ       | 不明 - 2008年3月31日                                                                       | 月曜 16:24 - 16:53                                                  | 日本テレビ系列 |          |
| 日本全域      | キッズステーション |                                                                                            | 火曜 9:00 - 9:30                                                    | CS放送         | [ 注 8 ] |
| 日本全域      | ベネッセチャンネル |                                                                                            | 平日 7:15 - 7:30ほか                                                | CS放送         |          |
| 日本全域      | Baby TV            |                                                                                            | 不明                                                                | CS放送         |          |
| 日本全域      | アニマックス       |                                                                                            | 不明                                                                | CS放送         |          |

### 途中打ち切りの放送局
ほとんどの放送局が最終回を放送せずに打ち切られた。
| 放送地域 | 放送局             | 放送期間                                                                                   | 放送時間                                                                            | 放送系列                                     | 備考                                    |
| -------- | ------------------ | ------------------------------------------------------------------------------------------ | ----------------------------------------------------------------------------------- | -------------------------------------------- | --------------------------------------- |
| 熊本県   | テレビくまもと     | 1994年2月8日 - 9月20日 1994年10月7日 - 1995年3月31日                                       | 火曜 16:30 - 17:00 金曜 16:30 - 17:00                                               | フジテレビ系列                               | [ 注 9 ] [ 5 ]                          |
| 静岡県   | テレビ静岡         | 不明 - 1995年9月 1995年10月 - 1996年頃 1997年頃 - 1998年頃                                 | 土曜 8:00 - 8:30 金曜 15:30 - 16:00 金曜 16:25 - 16:25                              | フジテレビ系列                               | [ 注 10 ]                               |
| 静岡県   | 静岡朝日テレビ     | 1998年頃 - 2000年9月                                                                       | 金曜 16:00 - 16:30                                                                  | テレビ朝日系列                               | [ 注 11 ] [ 注 12 ]                     |
| 鹿児島県 | 鹿児島放送         | 不明 - 2002年頃                                                                            | 木曜 16:00 - 16:30 (1995年11月時点) 木曜 17:00 - 17:30（1997年9月時点）             | テレビ朝日系列                               | [ 注 13 ]                               |
| 岐阜県   | 岐阜放送           |                                                                                            | 不明                                                                                | 独立局                                       | [ 注 14 ]                               |
| 京都府   | KBS京都            |                                                                                            | 水曜 17:55 - 18:25                                                                  | 独立局                                       | [ 注 14 ]                               |
| 佐賀県   | サガテレビ         |                                                                                            | 不明                                                                                | フジテレビ系列                               | [ 注 14 ]                               |
| 長崎県   | 長崎文化放送       | 不明 - 2006年3月 2006年4月 - 2007年3月                                                     | 金曜 17:00 - 17:30(1995年11月時点) 月曜 16:30 - 17:00 土曜 7:00 - 7:30              | テレビ朝日系列                               | [ 注 15 ]                               |
| 富山県   | チューリップテレビ | 1994年1月20日 - 2005年10月6日 2005年10月16日 - 2006年9月24日 2006年10月2日 - 2007年3月26日 | 木曜夕方 日曜 6:15 - 6:45 月曜 15:00 - 15:29                                        | TBS系列                                      | [ 注 17 ]                               |
| 秋田県   | 秋田放送           | 不明 - 2007年3月26日                                                                       | 月曜 15:55 - 16:25                                                                  | 日本テレビ系列                               | [ 注 15 ]                               |
| 岩手県   | テレビ岩手         | 不明 - 2007年3月27日                                                                       | 火曜 15:55 - 16:25                                                                  | 日本テレビ系列                               | [ 注 18 ]                               |
| 高知県   | テレビ高知         | 不明 - 2007年3月                                                                           | 火曜 16:24 - 16:54                                                                  | TBS系列                                      | [ 注 19 ] [ 注 20 ]                     |
| 山形県   | 山形テレビ         | 不明 - 2007年3月29日                                                                       | 木曜 16:00 - 16:30                                                                  | テレビ朝日系列                               | [ 注 15 ]                               |
| 福島県   | 福島中央テレビ     | 不明 - 2007年4月2日                                                                        | 月曜 16:23 - 16:50                                                                  | 日本テレビ系列                               | [ 注 21 ]                               |
| 沖縄県   | 沖縄テレビ         | 1995年1月12日 - 2008年3月18日                                                              | 火曜 15:30 - 16:00                                                                  | フジテレビ系列                               | [ 注 22 ] [ 注 23 ]                     |
| 新潟県   | 新潟放送           | 1994年2月25日 - 2001年3月30日 2001年4月14日 - 2007年3月31日 2007年4月15日 - 2008年3月30日  | 金曜夕方（2001年3月時点では金曜 16:00 - 16:30頃） 土曜 7:00 - 7:30 日曜 6:15 - 6:45 | TBS系列                                      | [ 注 24 ] [ 注 23 ]                     |
| 愛媛県   | 南海放送           | 不明 - 2008年3月25日                                                                       | 火曜 15:53 - 16:21                                                                  | 日本テレビ系列                               | [ 注 25 ] [ 注 23 ]                     |
| 宮城県   | 東日本放送         | 不明 - 2008年3月25日                                                                       | 火曜 15:54 - 16:24                                                                  | テレビ朝日系列                               | [ 注 23 ]                               |
| 奈良県   | 奈良テレビ         | 不明 - 2008年3月26日                                                                       | 水曜 18:30 - 19:00                                                                  | 独立局                                       | [ 注 25 ] [ 注 23 ]                     |
| 青森県   | 青森放送           | 不明 - 1995年3月28日 1995年4月4日 - 2008年3月25日                                          | 火曜 17:30 - 18:00 火曜 16:20 - 16:50                                               | 日本テレビ系列                               | [ 注 23 ]                               |
| 三重県   | 三重テレビ         | 不明 - 2008年3月25日                                                                       | 火曜 17:00 - 17:30                                                                  | 独立局                                       | [ 注 26 ] [ 注 23 ]                     |
| 宮崎県   | テレビ宮崎         | 不明 - 2008年3月26日                                                                       | 水曜 15:00 - 15:29                                                                  | フジテレビ系列 日本テレビ系列 テレビ朝日系列 | [ 注 23 ]                               |
| 徳島県   | 四国放送           | 不明 - 1997年3月 1997年4月 - 2006年3月 2006年4月 - 2008年3月26日                           | 水曜 17:30 - 18:00 水曜 17:00 - 17:30 水曜 16:00 - 16:30                            | 日本テレビ系列                               | [ 注 26 ] [ 注 23 ]                     |
| 広島県   | テレビ新広島       | 不明 - 2008年3月27日                                                                       | 木曜 16:00 - 16:30                                                                  | フジテレビ系列                               | [ 注 25 ] [ 注 23 ]                     |
| 大分県   | テレビ大分         | 不明 - 2008年3月27日                                                                       | 木曜 16:25 - 16:55                                                                  | 日本テレビ系列 フジテレビ系列                | [ 注 26 ] [ 注 23 ]                     |
| 福井県   | 福井テレビ         | 2002年10月5日 - 2008年3月29日                                                              | 土曜 6:30 - 7:00                                                                    | フジテレビ系列                               | [ 注 23 ]                               |
| 熊本県   | 熊本朝日放送       | 不明 - 2008年3月29日                                                                       | 土曜 7:15 - 7:45                                                                    | テレビ朝日系列                               | [ 注 23 ]                               |
| 滋賀県   | びわ湖放送         | 不明 - 2008年3月29日                                                                       | 土曜 8:30 - 9:00                                                                    | 独立局                                       | [ 注 24 ] [ 注 23 ]                     |
| 山口県   | テレビ山口         | 不明 - 2008年3月29日                                                                       | 土曜 11:16 - 11:45                                                                  | TBS系列                                      | [ 注 25 ] [ 注 23 ]                     |
| 長野県   | テレビ信州         | 不明 - 2008年3月30日                                                                       | 日曜 6:00 - 6:30                                                                    | 日本テレビ系列                               | [ 注 23 ]                               |
| 山梨県   | テレビ山梨         | 不明 - 2008年3月30日                                                                       | 日曜 6:15 - 6:45                                                                    | TBS系列                                      | [ 注 24 ] [ 注 23 ]                     |
| 鹿児島県 | 鹿児島読売テレビ   | 不明 - 2008年3月30日                                                                       | 日曜 7:30 - 8:00                                                                    | 日本テレビ系列                               | [ 注 27 ] [ 注 28 ] [ 注 24 ] [ 注 23 ] |
| 和歌山県 | テレビ和歌山       | 不明 - 2008年3月30日                                                                       | 日曜 9:00 - 9:30                                                                    | 独立局                                       | [ 注 24 ] [ 注 23 ]                     |

### 日本国外での放送
| 放送地域                                     | 放送局     | 放送期間                                                     | 放送時間                                               | 備考                          |
| -------------------------------------------- | ---------- | ------------------------------------------------------------ | ------------------------------------------------------ | ----------------------------- |
| 香港                                         | 翡翠台     | 1995年10月1日 - 1996年12月8日 2002年8月26日 - 2002年11月29日 | 日曜 16:00 - 16:30 平日 16:25 - 16:55                  | [ 注 29 ] [ 注 30 ] [ 注 8 ]  |
| 台湾                                         | 東森幼幼台 | 1998年 -                                                     | 平日 19:00 ₋ 20:00 平日 12:00 ₋ 12:30 平日 8:00 ₋ 8:30 | [ 注 31 ] [ 注 8 ]            |
| 韓国                                         | CHAMP TV   | 2001年 - 不明                                                | 不明                                                   | [ 注 32 ]                     |
| サウジアラビアやリビアなどアラビア語を使う国 | 不明       | 1995年 - 不明                                                | 不明                                                   | [ 注 33 ] [ 注 34 ] [ 注 35 ] |

## 備考
- このアニメはCS局のキッズステーションでも再放送されていた。
- スポンサー名義は「Benesse」（あるいは旧称の「福武書店」）ではなく「こどもちゃれんじ」となっている。かつては「進研ゼミ」表記であった。
- テレビ東京などでの本放送はブルーバックに、半音上がった主題歌がBGMとして流れているだけのシンプルなものだったが、2006年4月から、テレビ東京系での放送でもブルーバックを廃止した。地上波で放送しているアニメの中では、最も遅くまでブルーバックを使用していたとされる[注 36]。
  - 一方、キッズステーションでの提供クレジットはしまじろうが登場し、しまじろうが「この番組の提供は」と言い、その後に普通のアナウンスで「こどもちゃれんじの提供でお送りします」というような凝ったものになっていた。
  - テレビ東京系ではこどもちゃれんじ以外にも複数のスポンサーがついている。それ以外の局ではこどもちゃれんじのみのこともある。提供クレジットもブルーバックではなく、BGMもつかない局があった。局によっては「この番組はこどもちゃれんじとご覧のスポンサーの提供でお送りします（お送りしました）。」もある。
- BSジャパン[注 37]では放送されなかった。BS11では2009年末から日本語版と英語吹替版が1セットで放送されていた。
- 初期にはエンディング前に次回予告が挿入されていたが、1995年1月9日の53話以降廃止された（ただし、後続番組「はっけん たいけん だいすき! しまじろう」では途中から、ベネッセコーポレーションの紹介ページで次回予告をストリーミングで配信している（番組内では放送されない）。そして2009年4月から番組内でも放送されるようになった）。またアイキャッチも同時に廃止された。
- ベネッセとナムコが共同運営しているしまじろうのテーマパーク「しましまタウン」が全国7箇所に展開されていたが、ベネッセ本社のある岡山には出店されないままだった。
- 放送2年目の1995年に厚生労働省中央児童福祉審議会推薦文化財に指定された。推薦文化財表示は番組の最終回までOPのタイトル前後に表示した。しかし、放映期間中の1999年に同審議会は廃止された為、次シリーズの「はっけん たいけん だいすき! しまじろう」以降は推薦自体が存在しないことから表示は無くなっている。
- みみりん、らむりん、とりっぴいの三人は、2003年12月放送の西川貴教のオールナイトニッポンにコメント出演したことがある。これはパーソナリティの西川貴教が、同番組中でしまじろうを視聴している旨をたびたび話していたことにより実現したもの。
- 2013年3月2日、ひかりTV内のチャンネル『Baby TV』で放送開始された。CM部分はこどもちゃれんじのCMや、BabyTVの製作CMが流された。